# جيمس كينغ (لاعب اتحاد الرغبي)
جيمس كينغ (بالإنجليزية: James King)‏ هو لاعب اتحاد الرغبي بريطاني، ولد في 24 يوليو 1990 في وودونغا في أستراليا.

## وصلات خارجية
- جيمس كينغ عل موقع إسبنسكروم (الإنجليزية)
- جيمس كينغ على موقع ItsRugby.co.uk (الإنجليزية)